# Maria Elisabeth Dietrich
Maria Elisabeth Dietrich (getauft am 27. März 1644 in Rapperswil; gestorben am 8. April 1707 in Tänikon (Gemeinde Aadorf), katholisch, von Rapperswil SG) war Äbtissin von 1687 bis 1707 und Chronikschreiberin des Klosters Tänikon.

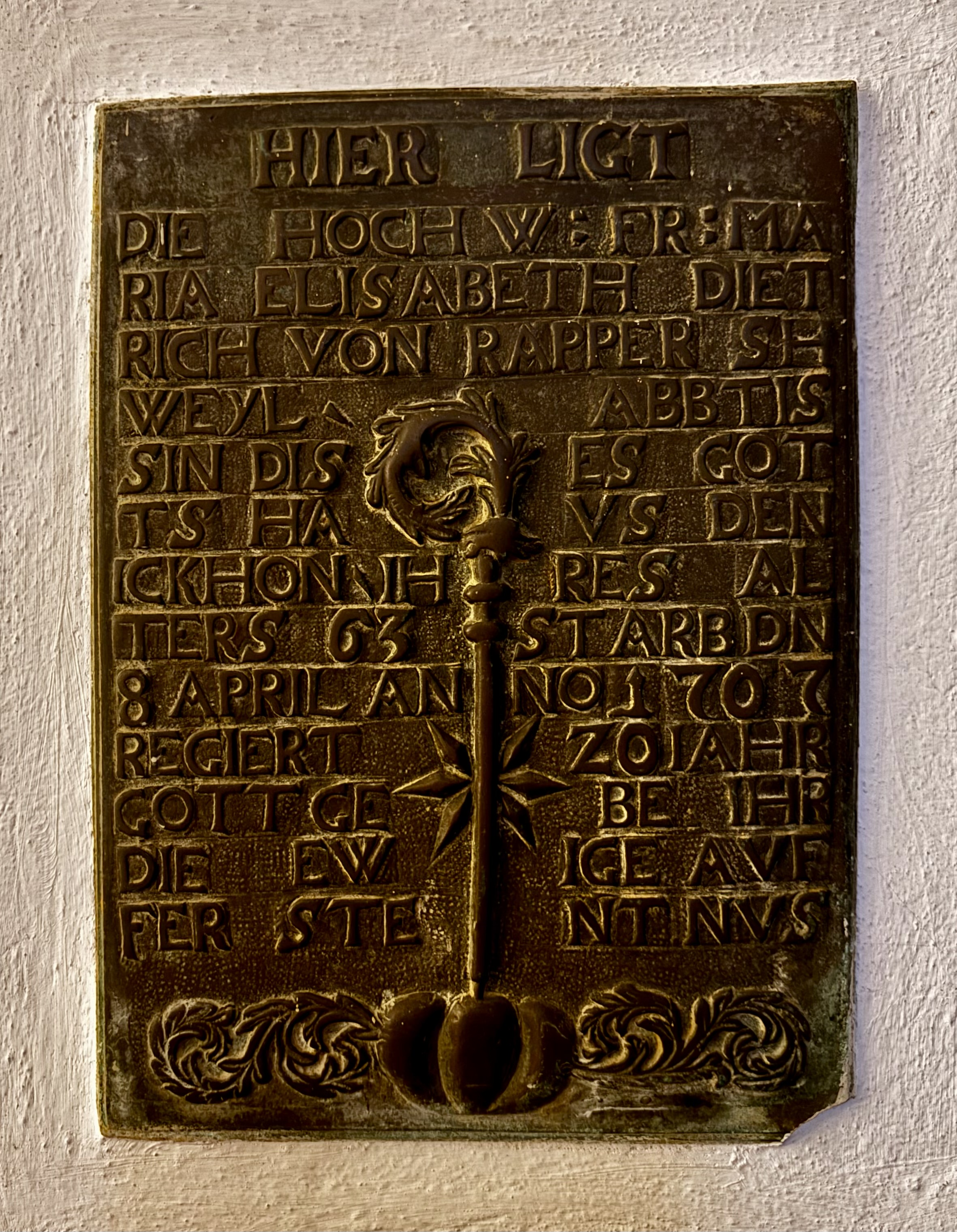
Epitaph von Maria Elisabeth Dietrich im Chor der Kirche in Tänikon

## Werdegang
Maria Elisabeth Dietrich wurde als Tochter von Maria Magdalena Breny (1611–1692) und des Ratsherrn, Stadtschreibers, Schultheissen und Tuchhändlers Johann Peter Dietrich (1611–1681) in Rapperswil geboren. Sie war unter anderem die Schwester der Magdenauer Äbtissin Maria Cäcilia Dietrich (1648–1719) und des Einsiedler Konventualen Josef Dietrich (1645–1704). Am Tag der Engelweihe 1653 erhielt sie in Begleitung ihrer Firmpatin Maria Franziska Göldlin von Tiefenau in Einsiedeln die Firmung. Am 9. Dezember 1656 trat sie ins Zisterzienserinnenkloster Tänikon ein und begann ihr Noviziat am 16. April 1660. Bei der Einkleidung als Novizin behielt sie ihren Taufnamen bei. Am 24. April 1664 legte sie die Profess ab. Für einige Jahre pflegte sie die Gärten der Äbtissin und hatte nebenbei die Aufgaben als Unterkornmeisterin der städtischen Getreidevorräte und die Verantwortung über die Ausbildung junger Frauen vor dem Noviziat. Die in der Ordensregel vorgesehenen geistlichen Exerzitien, die aber noch nicht üblich waren im Kloster, wurden von ihr eingeführt. Nach und nach wählte man sie zur Subpriorin und schliesslich zur Priorin und Novizenmeisterin. Nach letzterer Wahl ereilte sie eine schwerere Krankheit, die sie fast jährlich heimsuchte. Aufgrund ihrer klaren und deutlichen Ausdrucksweise in Wort und Schrift wurde sie schon früh von ihrer Vorgängeräbtissin Maria Viktoria von Beroldingen zur Sekretärin ernannt, was überwiegend die Funktionen einer Schreiberin und Archivarin umfasste. Somit oblag ihr die Verwaltung des noch ungeordneten Klosterarchivs. Mit dieser Aufgabe hatte sie die Möglichkeit, sämtliche Schriftstücke zu lesen, zu ordnen und in ihrem Inhalt zu beurteilen. Daraus resultierte dann schlussendlich die 1681 geschriebene Klosterchronik, die sich heute im Klosterarchiv Mehrerau befindet. Nach Angaben des Lehrers Johann Nater, der die Tänikoner Geschichte 1906 zusammen mit Johann Rudolf Rahn verfasste, hatte Elisabeth Dietrich ein grosses Talent für die Musik und beherrschte neben der Orgel auch den Generalbass.

## Wirken als Äbtissin
Am 10. Oktober 1687 erfolgt die Wahl zur Äbtissin. Trotz der bei ihrer Ernennung zur Äbtissin ausgesprochenen Vermutung des Klosterarztes Joachim Müller von Wil SG, sie habe nur noch 4–5 Jahre zu leben, brachte sie ihre Amtszeit mit Vorsicht und Schonung auf fast 20 Jahre. Unter ihrer Herrschaft erfuhr das Gericht Tänikon eine günstige wirtschaftliche Entwicklung. Sie baute die Trotte in Ettenhausen, das Mühlenwohnhaus von 1690 und liess am Kloster und an etlichen Lehenhöfen verschiedenste Umbau- und Erneuerungsarbeiten durchführen. Zudem vergrösserte sie durch Käufe von Gütern und Höfen das Vermögen wie auch die Herrschaft des Klosters. Auf dem Hof Kienberg richtete sie 1695 eine Käserei im grösseren Stil ein. In der Folgezeit wurde die Wirtschaft des Klosters durch immer wiederkehrenden Hagel und Kriegsnöte in den Jahren 1688, 1695 und 1702 gestört, sodass sie 1693 das Gut auf dem Huggenberg verkaufen, Geldanleihen tätigen und streng sparen musste. 1695 floh aus Angst vor einem Religionskrieg der grösste Teil des Konvents in die Stadt Wil. Dietrich blieb mit 7 anderen Klosterfrauen im Kloster. Maria Elisabeth Dietrich war gegenüber bedürftigen Menschen sehr grosszügig. Während der grossen Teuerung 1681 bezahlte sie beispielsweise die Kernen und Haber für die dürftigen Untertanen aus ihrem eigenen „Säcklein“. Während dieser Zeit befahl sie, zweimal wöchentlich allen notleidenden Untertanen die Almosen auszuteilen. Zudem wurde die Pförtnerin beauftragt, den täglich anklopfenden Notleidenden ebenfalls die Almosen auszuteilen. Der Wettinger Abt Franziskus Baumgartner (1652–1721) war ihr so zugetan, dass er ihr ein Jahr vor ihrem Tod eine Sänfte nach Tänikon schicken liess, damit sie ihn besuchen konnte. 1699 wurde unter ihrer Anleitung ein Archivregister aller Dokumente des Klosters erstellt, das ihre Nachfolgerin Maria Euphemia Zurlauben mühsam zusammenstellte und verfasste.

## Tod und Beisetzung
Am 16. März 1707 ereilte sie ein heftiges Fieber. Sie erhielt die Sterbesakramente, erteilte allen Schwestern den Segen und verabschiedete sich. Sie erholte sich aber wieder ein wenig und wurde vom Abt von Fischingen besucht. Ihr Zustand verschlechterte sich erneut, sodass sich der Konvent am 8. April kurz nach Mitternacht in ihrem Zimmer versammelte. Am Morgen zwischen 7 und 8 Uhr starb sie im 64. Altersjahr nach 19½ Jahren Regierung in Tänikon. Die Beisetzung fand am 10. April mit grosser Beteiligung des Volkes sowie hohen und niederen Beamten des geistlichen und weltlichen Standes statt. Aus Elgg soll der ganze reformierte Stadtrat erschienen sein, was vorher noch nie der Fall war. Die Leichenpredigt hielt der Fischinger Abt Franz Troger (1652–1728). Mit ihrem Tod schliesst auch die von ihr geschriebene Chronik mit den unter anderem ausführlichen Charakterschilderungen der ihr noch bekannt gewesenen Äbtissinnen ab. Heute noch erinnert ein Epitaph vorne links im Chor der Kirche an die Äbtissin.

## Ihr Wappen
Ihr Wappen zeigt einen sechsstrahligen goldenen Stern über einem grünen Dreiberg auf blauem Grund. Im Epitaph wurden die Wappenfiguren Stern und Dreiberg wieder aufgegriffen und um den Krummstab ergänzt.